# Sardonic Wrath
Sardonic Wrath er det tiende album af det norske black metal-band, Darkthrone. Det blev udgivet gennem Moonfog Productions i 2004, og var deres sidste album med dette pladeselskab. Det er det sidste Darkthrone-album som blev indspillet udelukkende som black metal, selvom der allerede kan spores visse punkindflydelser.  Deres efterfølgende album indeholdt langt tydeligere punkegenskaber.
Hele albummet blev lækket til internettet i april 2004, hvilket var ekstremt tidligt i forhold til den endelige udgivelse i september. Det endelige album var dog væsentligt anderledes end den lækkede version.

## Spor
1. "Order of the Ominous" – 2:32
2. "Information Wants to be Syndicated" – 3:44
3. "Sjakk matt Jesu Krist" – 4:04
4. "Straightening Sharks in Heaven" – 3:27
5. "Alle gegen alle" – 3:21
6. "Man tenker sitt" – 3:05
7. "Sacrificing to the God of Doubt" – 4:34
8. "Hate is the Law" – 3:22
9. "Rawness Obsolete" – 6:14

## Fodnoter
1. ↑  Darkthrone afslog nomineringen
2. ↑  Rockdetector: "Darkthrone refuse Alarm Award nomination"